# San Francisco de Yojoa
San Francisco de Yojoa – gmina (municipio) w północnym Hondurasie, w departamencie Cortés. W 2010 roku zamieszkana była przez ok. 15,5 tys. mieszkańców. Siedzibą administracyjną jest miasteczko San Francisco de Yojoa.

## Położenie
Gmina położona jest w południowej części departamentu. Graniczy z 4 gminami:
- San Antonio de Cortés od północy,
- Santa Cruz de Yojoa od wschodu i południa,
- Santa Bárbara od południowego zachodu,
- Ilama od zachodu.

## Miejscowości
Według Narodowego Instytutu Statystycznego Hondurasu w 2001 roku na terenie gminy położone były miasteczka i wsie:
- San Francisco de Yojoa
- Cañaveral
- La Virtud
- Los Hules
- Pedernales
- Quebrada de Agua
- Río Lindo
- San Buenaventura
- Tapiquilares

Dodatkowo na jej obszarze znajdowało się 37 przysiółków.

## Demografia
Według danych honduraskiego Narodowego Instytutu Statystycznego na rok 2010 struktura wiekowa i płciowa ludności w gminie przedstawiała się następująco:
| Wiek                   | 0–3   | 4–6   | 7–12  | 13–17 | 18–24 | 25–64 | 65+ | razem  |
| San Francisco de Yojoa | 1 568 | 1 200 | 2 668 | 1 529 | 1 319 | 6 628 | 624 | 15 537 |
| Mężczyźni              | 794   | 614   | 1 286 | 811   | 737   | 3 182 | 306 | 7 730  |
| Kobiety                | 774   | 586   | 1 382 | 718   | 583   | 3 446 | 318 | 7 087  |